# Gustave Roth
Gustave Roth (* 12. März 1909 in Antwerpen; † 14. September 1982) war ein belgischer Boxer. Er war Weltmeister und Europameister der Berufsboxer.

## Werdegang
Gustave Roth wurde bereits mit 18 Jahren Berufsboxer. Er bestritt seinen ersten Kampf in Brüssel gegen seinen Landsmann Georges Covent, den er nach sechs Runden nach Punkten gewann. Zu Beginn seiner Karriere wog er nicht einmal 70 kg und boxte im Leicht- bzw. Weltergewicht. Nach einer Reihe von Aufbaukämpfen gewann er 1929 gegen den deutschen Meister im Leichtgewicht Fritz Ensel durch K. o. in der 4. Runde. Außerdem besiegte er seine starken Landsleute Eduard Baudry und Leo Darton und bekam so am 9. September 1929 die Gelegenheit in Charleroi gegen Alf Genon um die Europameisterschaft im Weltergewicht boxen zu können. Gustave Roth gewann diesen Kampf über 15 Runden nach Punkten und war damit mit 20 Jahren Europameister geworden.
In den nächsten Jahren verteidigte er diesen Titel insgesamt zwölfmal mit Erfolg. Besonders erwähnenswert sind dabei seine Punktsiege über den deutschen Meister Gustav Eder am 3. Februar 1930 in Frankfurt am Main und am 30. August 1931 in Berlin sowie über den Niederländer Hub Huizenaar am 18. November 1931 in Brüssel. Glück hatte er dagegen im Kampf gegen den Tschechen Franta Kekolny, gegen den er am 16. März 1931 in Prag zu einem glücklichen Unentschieden kam.
Kein Glück brachte ihm seine dreizehnte Titelverteidigung, die am 26. Oktober 1932 in Brüssel stattfand. Er kämpfte dabei gegen seinen Landsmann Adrien Anneet und musste in der 6. Runde wegen Kopfstoßens disqualifiziert werden. 1933 besiegte Gustave Roth u. a. auch wieder zwei deutsche Spitzenboxer. Er war zwischenzeitlich in das Mittelgewicht aufgerückt und schlug am 25. Februar 1933 in Brüssel Hein Domgörgen und am 16. Mai 1933 in Antwerpen Gypsy Trollmann jeweils nach Punkten. Am 24. Juni 1933 wurde Gustave Roth in Bukarest durch einen Punktsieg über den Rumänen Gheorghe Axioti neuer Europameister im Mittelgewicht.
Am 17. März 1934 verteidigte Gustave Roth diesen Titel in Brüssel erfolgreich gegen den Deutschen Erich Seelig durch einen Punktsieg über 15 Runden. Am 3. Mai 1934 kam es dann in Paris zu dem Kampf gegen den französischen Mittelgewichtsmeister Marcel Thil. Es ging dabei um den europäischen Meistertitel im Mittelgewicht und im Halbschwergewicht sowie um den Weltmeistertitel der IBU im Mittelgewicht. Die IBU war ein europäischer Konkurrenzverband zum Welt-Box-Verband, der 1913 von europäischen Boxverbänden gegründet worden war, weil sich die europäischen Boxer gegenüber den amerikanischen benachteiligt fühlten. Die Weltmeister der IBU wurden aber in den Vereinigten Staaten, dem Mekka des Berufsboxens, nicht anerkannt und waren deshalb in ihrer Bedeutung stark herabgemindert. Marcel Thil gewann diesen Kampf nach 15 Runden nach Punkten.
Am 24. April 1935 gewann Gustave Roth in Oostende gegen den jungen Karel Sys die belgische Meisterschaft im Mittelgewicht und besiegte am 1. September 1936 in Wien den österreichischen Meister im Halbschwergewicht Heinz Lazek nach Punkten. Am 29. Oktober 1936 kämpfte er dann in Berlin um die inzwischen wieder frei gewordenen Titel des Europameisters und des IBU-Weltmeisters im Halbschwergewicht gegen Adolf Witt. Gustave Roth gewann über 15 Runden nach Punkten und war damit Welt- und Europameister im Halbschwergewicht.
Er verteidigte diese Titel dann viermal erfolgreich. Am 24. März 1937 in Brüssel durch einen Punktsieg über Preciso Merlo aus Italien, am 1. Mai 1937 in Antwerpen durch einen Punktsieg über den Schweden John Andersson (Boxer), am 1. Dezember 1937 in Brüssel durch ein Unentschieden gegen Karel Sys und am 21. Januar 1938 in Berlin durch ein Unentschieden gegen den Kölner Jupp Besselmann. Am 25. März 1938 verlor er dann beide Titel in Berlin an der gefürchteten K.-o.-Schläger Adolf Heuser. Auch Gustave Roth musste gegen Heuser vorzeitig kapitulieren. Er war in der 7. Runde kampfunfähig.
Danach kämpfte Gustave Roth noch bis 1945 weiter. Er erhielt aber keine Chance mehr, wieder um einen internationalen Titel zu boxen. Erwähnt werden sollen aber noch zwei Kämpfe gegen Karel Sys. Am 2. Juli 1941 verlor Gustave Roth in Brüssel erstmals gegen Karel Sys im Kampf um die belgische Meisterschaft im Schwergewicht und am 25. Mai 1942 siegte er über Sys in Antwerpen nach Punkten und war damit wieder belgischer Meister im Schwergewicht. Seinen letzten Kampf bestritt Gustave Roth am 7. Februar 1945 in Brüssel gegen den belgischen Meister im Halbschwergewicht Pol Goffaux. Dieser Kampf endete unentschieden.
Gustave Roth trat danach vom Boxen zurück. Er hatte eine außerordentlich erfolgreiche Karriere hinter sich. In 137 Kämpfen, die er bestritt, hatte er nur elfmal verloren. Nur ganz wenige Spitzenboxer in der Welt und in Europa können auf ein solch gutes Ergebnis zurückblicken.